# Матвей (император Священной Римской империи)
Матвей (Маттиас; нем. Matthias, венг. Mátyás, чеш. Matyáš; 24 февраля 1557 — 20 марта 1619) — король Германии (римский король) с 1612 года, император Священной Римской империи, эрцгерцог Австрийский с 20 января 1612 года (замещал императора Рудольфа II с 1593 года), король Венгрии под именем Матьяш II, король Чехии под именем Матиаш II, из династии Габсбургов.

## Биография
Сын императора Максимилиана II и Марии Испанской (дочери императора Карла V и инфанты Изабеллы Португальской). Воспитателем Матвея был учёный дипломат Ожье Гислен де Бусбек.
По приглашению католической, но враждебной испанцам партии южных нидерландских провинций, Матвей отправился туда тайно в 1577 году. В 1578 году получил, с большими ограничениями, звание штатгальтера, но, поняв, что ему не удастся добиться влияния в стране, в 1581 году сложил с себя власть.
В 1587 году участвовал в королевских выборах в Речи Посполитой, но победить не смог.
В 1593 году назначен наместником своего брата императора Рудольфа II.

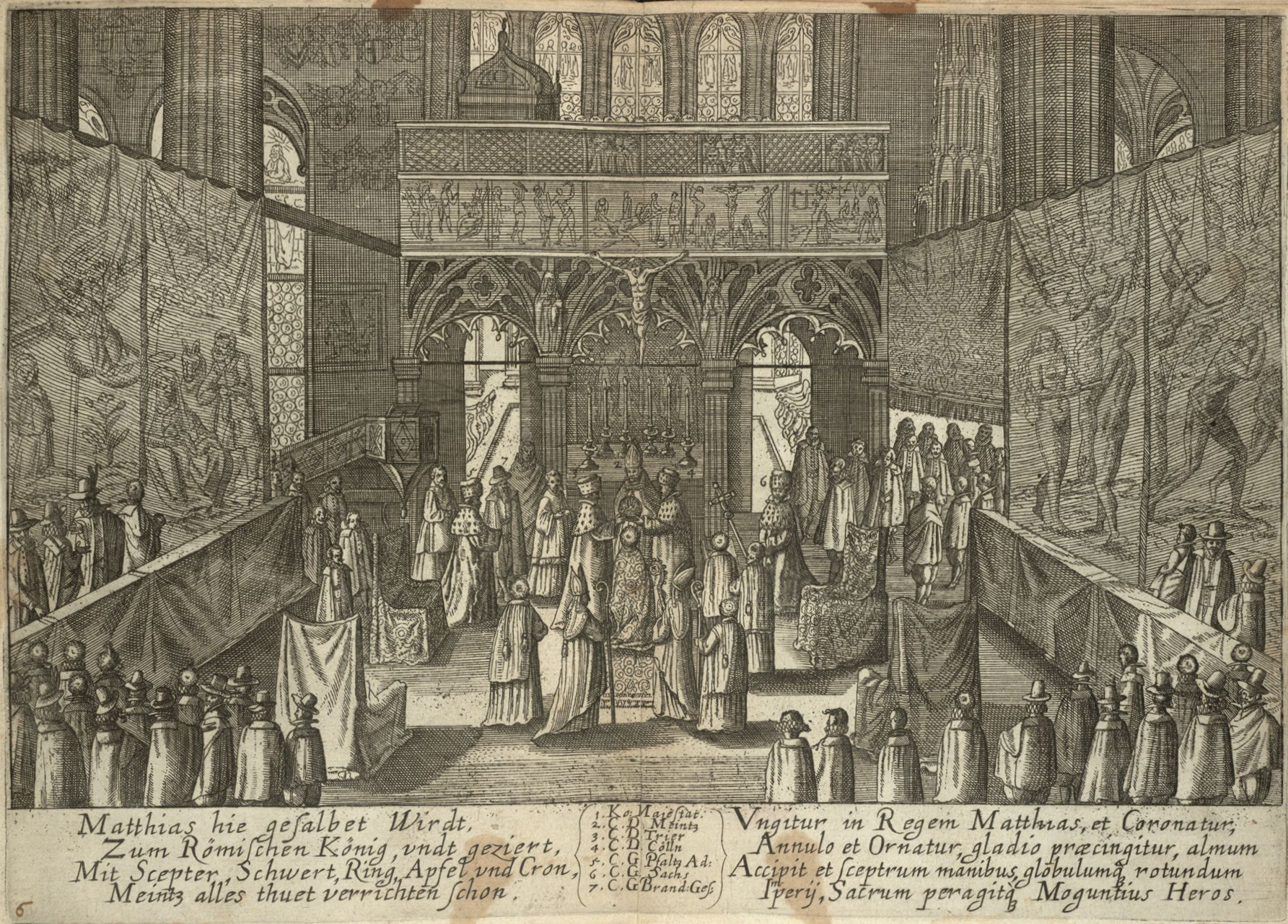
Коронация Матвея как императора. Гравюра XVII века

В Вене он сблизился с Мельхиором Клезелем, который позже стал кардиналом и главным советником Матвея. Когда произвол императора вызвал войну с возмутившимися венграми и турками, Матвей взял на себя восстановление спокойствия. В 1606 году в Вене с князем Трансильвании Иштваном Бочкаи был заключён мир, который гарантировал религиозную свободу в Венгрии. Рудольф не согласился с его решениями, и Матвей вступил в междоусобную борьбу с душевнобольным императором, принудив брата уступить ему в 1608 году Австрию, Венгрию и Моравию, а в 1611 году Чехию, Силезию и Лужицу.
После вступления на императорский престол на его политику существенное влияние оказывал Клезель, который надеялся добиться компромисса между католическими и протестантскими частями империи с целью усиления государства. Ещё во время борьбы с Рудольфом Матвей был вынужден пойти на уступки протестантам в Австрии, Моравии и Венгрии, чтобы привлечь их в качестве своих союзников. Из внешних врагов ему пришлось бороться с трансильванским князем Бетленом Габором. Примиренческой политике Матвея противостояли другие представители дома Габсбургов, в том числе его брат эрцгерцог Максимилиан, который надеялся обеспечить переход престола к приверженцу католицизма эрцгерцогу Фердинанду Штирийскому, ставшему впоследствии императором Фердинандом II. По настоянию членов своей семьи бездетный Матвей короновал Фердинанда королём Чехии (1617) и Венгрии (1618).
Попытки правительства уничтожить права, данные протестантам, и особенно «Грамоту Величества», дарованную Рудольфом II чехам в 1609 году, вызвали неудовольствие, которое перешло в Чешское восстание, положившее начало Тридцатилетней войне. Между тем как чехи организовали своё особое управление и сопротивлялись с оружием в руках, а жители Силезии и Моравии к ним примкнули, Фердинанд низверг Клезеля и вырвал бразды правления у больного и дряхлого Матвея, который вскоре после того и умер.
В 1633 году останки Матвея были перенесены в Капуцинеркирхе; он был первым императором, погребённым в Императорском склепе.

## Семья
4 декабря 1611 года женился на эрцгерцогине Анне Тирольской, дочери своего дяди австрийского эрцгерцога Фердинанда II. Детей от этого брака не было.

## В кинематографе
- В фильме «Батори» (2008) роль императора Матвея исполнил Франко Неро.
- В фильме «Графиня» (2009) роль исполнил британский актёр Джесси Инман (Jesse Inman).